# Юнацька ліга УЄФА 2016—2017
Юнацька ліга УЄФА 2016/2017 — четвертий розіграш Юнацької ліги УЄФА, клубного футбольного турніру серед юнацьких команд європейських клубів, проведеного УЄФА.

## Формат
Формат турніру передбачає дві групи команд, які змагаються окремо одне від одного до стикових матчів.
Шлях Ліги чемпіонів УЄФА: 32 юнацькі команди клубів, що беруть участь у Лізі чемпіонів УЄФА збережуть формат і розклад матчів групового етапу, які відповідають груповому етапу Ліги чемпіонів УЄФА. Переможці груп пройдуть в 1/8 фіналу, а команди, що посядуть другі місця, пройдуть в стикові матчі.
Шлях національних чемпіонів: 32 переможці національних юнацьких турнірів проведуть два раунди двохматчевих протистоянь, а вісім переможців відбудуться стикові матчі.
- У стикових матчах переможці національних юнацьких турнірів зіграють один матч вдома проти команд, що посіли другі місця в групі Шляху Ліги чемпіонів УЄФА.
- В 1/8 фіналу переможці груп Шляху Ліги чемпіонів УЄФА зіграють один матч проти переможців стикових матчів (господарі матчів будуть визначені жеребкуванням).
- У чвертьфіналі, півфіналі та фіналі команди зіграють один з одним по одному матчу (господарі чвертьфінальних матчів будуть визначені жеребкуванням, півфінал і фінал буде проведено на нейтральному стадіоні).

## Команди
Всього в турнірі беруть участь 64 команди:
- Юнацькі команди 32 клубів, що беруть участь у груповому етапі Ліги чемпіонів УЄФА 2016/2017 беруть участь у Шляху Ліги чемпіонів УЄФА.
- Переможці національних юнацьких турнірів 32 найкращих асоціацій у відповідності з їх рейтингом беруть участь в Шляху національних чемпіонів (Асоціації, які не мають переможця національного юнацького турніру і національного чемпіона, який вже потрапив в Шлях Ліги чемпіонів УЄФА, будуть замінені наступною асоціацією в рейтингу УЄФА)[1][2].

## Розклад матчів і жеребкувань
Розклад турніру є наступним (всі жеребкування проводяться в штаб-квартирі УЄФА в Ньйоні, Швейцарія, якщо не зазначено інакше).
| Стадія                                 | Раунд         | Дата жеребкування       | 1-й матч                                     | 2-й матч                                     |
| -------------------------------------- | ------------- | ----------------------- | -------------------------------------------- | -------------------------------------------- |
| Груповий етап Шлях Ліги чемпіонів УЄФА | 1 тур         | 25 серпня 2016 (Монако) | 13-14 вересня 2016                           | 13-14 вересня 2016                           |
| Груповий етап Шлях Ліги чемпіонів УЄФА | 2 тур         | 25 серпня 2016 (Монако) | 27-28 вересня 2016                           | 27-28 вересня 2016                           |
| Груповий етап Шлях Ліги чемпіонів УЄФА | 3 тур         | 25 серпня 2016 (Монако) | 18-19 жовтня 2016                            | 18-19 жовтня 2016                            |
| Груповий етап Шлях Ліги чемпіонів УЄФА | 4 тур         | 25 серпня 2016 (Монако) | 1-2 листопада 2016                           | 1-2 листопада 2016                           |
| Груповий етап Шлях Ліги чемпіонів УЄФА | 5 тур         | 25 серпня 2016 (Монако) | 22-23 листопада 2016                         | 22-23 листопада 2016                         |
| Груповий етап Шлях Ліги чемпіонів УЄФА | 6 тур         | 25 серпня 2016 (Монако) | 6-7 грудня 2016                              | 6-7 грудня 2016                              |
| Шлях національних чемпіонів            | Перший раунд  | 30 серпня 2016          | 27-28 вересня 2016                           | 18-19 жовтня 2016                            |
| Шлях національних чемпіонів            | Другий раунд  | 30 серпня 2016          | 1-2 листопада 2016                           | 22-23 листопада 2016                         |
| Плей-оф                                | Стикові матчі | 12 грудня 2016          | 7-8 лютого 2017                              | 7-8 лютого 2017                              |
| Плей-оф                                | 1/8 фіналу    | 13 лютого 2017          | 21-22 лютого 2017                            | 21-22 лютого 2017                            |
| Плей-оф                                | Чвертьфінал   | 13 лютого 2017          | 7-8 березня 2017                             | 7-8 березня 2017                             |
| Плей-оф                                | Півфінал      | 13 лютого 2017          | 21 квітня 2017 на стадіоні «Коловрей», Ньйон | 21 квітня 2017 на стадіоні «Коловрей», Ньйон |
| Плей-оф                                | Фінал         | 13 лютого 2017          | 24 квітня 2017 на стадіоні «Коловрей», Ньйон | 24 квітня 2017 на стадіоні «Коловрей», Ньйон |

- На груповому етапі Шляху Ліги чемпіонів УЄФА команди принципово проводять свої матчі по вівторках та середах, в ті ж дні, що і відповідні дорослі команди в Лізі чемпіонів УЄФА; однак, матчі можуть проводитися в інші дні, в тому числі по понеділках і четвергах.
- У першому і другому раундах Шляху національних чемпіонів матчі принципово проводяться по середах; однак, матчі також можуть проводитися в інші дні, в тому числі по понеділках, вівторках і четвергах.
- У стикових матчах 1/8 фіналу і чвертьфіналах матчі принципово проводяться по вівторках і середах; однак, матчі також можуть проводитися в інші дні, за умови, що вони будуть завершені до наступних дат:
  - Стикові матчі: 10 лютого 2017
  - 1/8 фіналу: 24 лютого 2017
  - Чвертьфінал: 17 березня 2017

## Груповий етап
У кожній групі команди грають одна з одною по 2 матчі: вдома та на виїзді (по круговій системі). Команди, що посіли перше місце, виходять у 1/8 фіналу. Команди, що посіли другі місця, виходять у стикові матчі.
| Умовні колірні позначення в таблиці груп                              |
| --------------------------------------------------------------------- |
| Переможці груп потрапляють в 1/8 фіналу.                              |
| Команди, що посіли другі місця в групах, потрапляють в стикові матчі. |

### Група A
| Команда         | І | В | Н | П | ЗМ | ПМ | РМ  | О  |
| --------------- | - | - | - | - | -- | -- | --- | -- |
| Парі Сен-Жермен | 6 | 4 | 2 | 0 | 21 | 7  | +14 | 14 |
| Базель          | 6 | 3 | 1 | 2 | 11 | 9  | +2  | 10 |
| Арсенал         | 6 | 1 | 4 | 1 | 8  | 6  | +2  | 7  |
| Лудогорець      | 6 | 0 | 1 | 5 | 3  | 21 | −18 | 1  |

### Група B
| Команда  | І | В | Н | П | ЗМ | ПМ | РМ | О  |
| -------- | - | - | - | - | -- | -- | -- | -- |
| Динамо   | 6 | 5 | 1 | 0 | 16 | 7  | +9 | 16 |
| Бенфіка  | 6 | 3 | 1 | 2 | 10 | 6  | +4 | 10 |
| Наполі   | 6 | 1 | 1 | 4 | 6  | 13 | −7 | 4  |
| Бешікташ | 6 | 0 | 3 | 3 | 6  | 12 | −6 | 3  |

### Група C
| Команда        | І | В | Н | П | ЗМ | ПМ | РМ  | О  |
| -------------- | - | - | - | - | -- | -- | --- | -- |
| Барселона      | 6 | 5 | 0 | 1 | 13 | 5  | +8  | 15 |
| Манчестер Сіті | 6 | 4 | 0 | 2 | 13 | 7  | +6  | 12 |
| Боруссія М     | 6 | 2 | 1 | 3 | 10 | 12 | −2  | 7  |
| Селтік         | 6 | 0 | 1 | 5 | 6  | 18 | −12 | 1  |

### Група D
| Команда   | І | В | Н | П | ЗМ | ПМ | РМ  | О  |
| --------- | - | - | - | - | -- | -- | --- | -- |
| ПСВ       | 6 | 4 | 1 | 1 | 16 | 2  | +14 | 13 |
| Атлетіко  | 6 | 3 | 2 | 1 | 8  | 5  | +3  | 11 |
| Баварія М | 6 | 3 | 1 | 2 | 9  | 8  | +1  | 10 |
| Ростов    | 6 | 0 | 0 | 6 | 3  | 21 | −18 | 0  |

### Група E
| Команда           | І | В | Н | П | ЗМ | ПМ | РМ | О  |
| ----------------- | - | - | - | - | -- | -- | -- | -- |
| ЦСКА              | 6 | 4 | 1 | 1 | 15 | 6  | +9 | 13 |
| Монако            | 6 | 4 | 0 | 2 | 10 | 14 | −4 | 12 |
| Баєр 04           | 6 | 2 | 0 | 4 | 9  | 10 | −1 | 6  |
| Тоттенгем Готспур | 6 | 1 | 1 | 4 | 8  | 12 | −4 | 4  |

### Група F
| Команда     | І | В | Н | П | ЗМ | ПМ | РМ | О  |
| ----------- | - | - | - | - | -- | -- | -- | -- |
| Реал Мадрид | 6 | 4 | 1 | 1 | 15 | 10 | +5 | 13 |
| Боруссія Д  | 6 | 2 | 2 | 2 | 11 | 11 | 0  | 8  |
| Спортінг Л  | 6 | 1 | 3 | 2 | 6  | 9  | −3 | 6  |
| Легія       | 6 | 1 | 2 | 3 | 10 | 12 | −2 | 5  |

### Група G
| Команда     | І | В | Н | П | ЗМ | ПМ | РМ | О  |
| ----------- | - | - | - | - | -- | -- | -- | -- |
| Порту       | 6 | 4 | 0 | 2 | 12 | 8  | +4 | 12 |
| Копенгаген  | 6 | 3 | 1 | 2 | 12 | 10 | +2 | 10 |
| Брюгге      | 6 | 3 | 1 | 2 | 8  | 9  | −1 | 10 |
| Лестер Сіті | 6 | 1 | 0 | 5 | 9  | 14 | −5 | 3  |

### Група H
| Команда | І | В | Н | П | ЗМ | ПМ | РМ | О  |
| ------- | - | - | - | - | -- | -- | -- | -- |
| Севілья | 6 | 3 | 1 | 2 | 9  | 8  | +1 | 10 |
| Ювентус | 6 | 3 | 0 | 3 | 8  | 5  | +3 | 9  |
| Ліон    | 6 | 3 | 0 | 3 | 6  | 7  | −1 | 9  |
| Динамо  | 6 | 2 | 1 | 3 | 7  | 10 | −3 | 7  |

## Шлях національних чемпіонів
В Шляху національних чемпіонів 32 команди проводять два раунди двохматчевих протистоянь з матчами вдома і в гостях. Жеребкування пройшло 30 серпня 2016 року. Сіяних команд не було, але перед жеребкуванням 32 команди були поділені на чотири групи, визначені за спортивною та географічною ознакою. 
У першому раунді команди з однієї групи зіграють один проти одного. У другому раунді переможці групи 1 зіграють проти переможців групи 2, переможці групи 3 зіграють проти переможців групи 4, а порядок матчів був визначений жеребкуванням.
У разі, якщо після основного часу матчу загальний рахунок залишається рівним, для визначення переможця використовується правило голу, забитого на чужому полі. У випадку, якщо команди як і раніше рівні, переможець визначається в серії пенальті (додатковий час не грається)

### Перший раунд
Перші матчі пройшли 21, 27-29 вересня, 5 жовтня, матчі-відповіді — 19 жовтня 2016. 16 переможців першого раунду потрапили у другий раунд.
| Команда 1        | Заг.    | Команда 2       | 1-й матч | 2-й матч |
| ---------------- | ------- | --------------- | -------- | -------- |
| Нітра            | 2:8     | Малага          | 2:3      | 0:5      |
| Академія Пушкаша | 1:1 (ч) | ПАОК            | 1:1      | 0:0      |
| АПОЕЛ            | 1:9     | Рома            | 0:3      | 1:6      |
| Домжале          | 2:5     | Чукарички       | 1:1      | 1:4      |
| Брєйдаблік       | 0:7     | Аякс            | 0:3      | 0:4      |
| ГІК              | 0:1     | Корк Сіті       | 0:0      | 0:1      |
| Андерлехт        | 1:3     | Мідтьюлланн     | 0:0      | 1:3      |
| Русенборг        | 3:1     | АІК             | 0:0      | 3:1      |
| Віїторул         | 5:1     | Шериф           | 4:1      | 1:0      |
| Зриньські        | 0:9     | Цюрих           | 0:3      | 0:6      |
| Ред Булл         | 8:0     | Вардар          | 5:0      | 3:0      |
| Спарта           | 9:0     | Младост         | 4:0      | 5:0      |
| Габала           | 0:7     | Динамо (Москва) | 0:2      | 0:5      |
| Маккабі (Хайфа)  | 8:2     | Шахтар          | 5:0      | 3:2      |
| Динамо (Тбілісі) | 1:8     | Кайрат          | 0:3      | 1:5      |
| Алтинорду        | 6:1     | Левскі          | 5:0      | 1:1      |

### Другий раунд
Перші матчі пройшли 2, 9, 16 листопада, матчі-відповіді — 22, 23 і 30 листопада 2016. 8 переможців другого раунду потрапили в стикові матчі, де до них приєдналися вісім команд, що зайняли другі місця в групах Шляху Ліги чемпіонів УЄФА.
| Команда 1       | Заг.    | Команда 2       | 1-й матч | 2-й матч |
| --------------- | ------- | --------------- | -------- | -------- |
| ПАОК            | 1:4     | Аякс            | 0:2      | 1:2      |
| Корк Сіті       | 1:4     | Рома            | 1:3      | 0:1      |
| Малага          | 2:4     | Мідтьюлланн     | 2:0      | 0:4      |
| Русенборг       | 2:1     | Чукарички       | 0:1      | 2:0      |
| Алтинорду       | 8:5     | Спарта          | 6:2      | 2:3      |
| Віїторул        | 5:2     | Цюрих           | 5:0      | 0:2      |
| Маккабі (Хайфа) | 1:1 (ч) | Динамо (Москва) | 0:0      | 1:1      |
| Ред Булл        | 9:1     | Кайрат          | 8:1      | 1:0      |

## Стикові матчі
У стикових матчах 16 команд діляться на вісім пар, у яких грають по одному матчу. Жеребкування буде проведено 12 грудня 2016 року. Вісім переможців другого раунду Шляху національних чемпіонів зіграють вдома з командами, що зайняли другі місця в групах Шляху Ліги чемпіонів УЄФА. Команди з однієї асоціації не можуть зіграти одна з одною.
У разі, якщо після основного часу рахунок рівний, переможець визначається в серії пенальті (додатковий час не грається).
Стикові матчі пройшли 7 і 8 лютого 2017. Вісім переможців стикових матчів потрапили в 1/8 фіналу.
| Команда 1       | Рахунок        | Команда 2           |
| --------------- | -------------- | ------------------- |
| Ред Булл        | 1:1 (пен. 4:3) | Манчестер Сіті      |
| Мідтьюлланн     | 1:1 (пен. 5:6) | Бенфіка             |
| Віїторул        | 4:2            | Копенгаген          |
| Рома            | 1:2            | Монако              |
| Русенборг       | 1:0            | Базель              |
| Алтинорду       | 0:2            | Атлетіко            |
| Маккабі (Хайфа) | 0:1            | Боруссія (Дортмунд) |
| Аякс            | 2:0            | Ювентус             |

## Плей-оф
У плей-оф 16 команд зіграють у турнірі на вибування, у кожній парі буде зіграно по одному матчу. Жеребкування пройшло 10 лютого 2016 року. Механізм жеребкувань для кожного раунду наступний:
- У жеребкуванні 1/8 фіналу вісім переможців груп Шляху Ліги чемпіонів УЄФА зіграють проти восьми переможців стикових матчів. Команди з однієї групи Шляху Ліги чемпіонів УЄФА не можуть зіграти один з одним, але команди з однієї асоціації можуть зіграти один з одним. Жеребкування також визначить господарів кожного з матчів 1/8 фіналу.
- У жеребкуванні чвертьфіналів і наступних раундів немає посіву, і команди з однієї групи і однієї асоціації можуть зіграти один з одним. Жеребкування також визначає господаря кожного з чвертьфінальних матчів і номінальних «господарів» півфінальних матчів і фіналу (які проводяться на нейтральному полі).

У разі, якщо після основного часу рахунок рівний, переможець визначається в серії пенальті (додатковий час не грається)

### 1/8 фіналу
Матчі 1/8 фіналу відбулися 21 і 22 лютого 2017 року.
| Команда 1 | Рахунок        | Команда 2           |
| --------- | -------------- | ------------------- |
| ЦСКА      | 2:1            | Русенборг           |
| Атлетіко  | 3:2            | Севілья             |
| Барселона | 4:1            | Боруссія (Дортмунд) |
| Аякс      | 3:0            | Динамо              |
| Монако    | 3:4            | Реал Мадрид         |
| Ред Булл  | 5:0            | Парі Сен-Жермен     |
| ПСВ       | 1:1 (пен. 4:5) | Бенфіка             |
| Порту     | 3:0            | Віїторул            |

### 1/4 фіналу
Чвертьфінальні матчі відбулися 7 і 8 березня 2017 року.
| Команда 1   | Рахунок | Команда 2 |
| ----------- | ------- | --------- |
| Реал Мадрид | 2:1     | Аякс      |
| ЦСКА        | 0:2     | Бенфіка   |
| Барселона   | 2:1     | Порту     |
| Ред Булл    | 2:1     | Атлетіко  |

### 1/2 фіналу
Півфінальні матчі відбулися 21 квітня 2017 на стадіоні «Коловрей» в Ньйоні.
| Команда 1   | Рахунок | Команда 2 |
| ----------- | ------- | --------- |
| Реал Мадрид | 2:4     | Бенфіка   |
| Барселона   | 1:2     | Ред Булл  |

### Фінал
Фінал відбувся 24 квітня 2017 року на стадіоні «Коловрей» в Ньйоні.
| 24 квітня 2017 CEST 17:00 |

| Бенфіка   | 1–2      | Ред Булл           |
| --------- | -------- | ------------------ |
| Гоміш 29' | Протокол | Дака 72' Шмідт 76' |

| «Коловрей», Ньйон Глядачів: 4 000 Арбітр: Алі Палабійік ( Туреччина) |